# Géorgie au Concours Eurovision de la chanson junior
La Géorgie participe au Concours Eurovision de la chanson junior depuis 2007.

## Résultats
Le pays remporte à quatre reprises le concours, en 2008, en 2011, en 2016 et en 2024. La Géorgie est ainsi la première nation à gagner quatre titres.
Lors de sa deuxième participation, à la 6e édition du concours en 2008, la Géorgie remporte sa première victoire avec le groupe Bzikebi et leur chanson Bzz... interprétée en langue des abeilles,.
Lors de la 9e édition du concours en 2011, le pays remporte sa deuxième victoire avec le groupe CANDY et leur titre Candy music,  chanté en géorgien et en anglais,.
Lors de la 14e édition du concours en 2016, Mariam Mamadashvili remporte le concours avec sa chanson Mzeo et offre à la Géorgie sa troisième victoire,.
Enfin, en 2024, Andria Putkaradze remporte la vingt-deuxième édition du concours, avec sa chanson To My Mom. Ainsi, la Géorgie obtient sa quatrième victoire et devient devant la France le pays le plus titré du concours.
Quatorze des dix-huit chansons de la Géorgie au concours de l'Eurovision junior (dont leurs quatre chansons gagnantes) ont été écrites et composées par le producteur Giga Kukhianidze.

## Pays hôte
Après sa victoire en 2016, le pays est sélectionné pour être hôte de l'évènement en 2017. L'évènement se déroule à Tbilissi,.
Après la victoire d’Andria en 2024, la Géorgie  organisera la prochaine édition du concours à Tbilissi

## Représentants
| Édition | Année | Artiste              | Chanson                         | Langue                      | Traduction du titre         | Place | Points |
| ------- | ----- | -------------------- | ------------------------------- | --------------------------- | --------------------------- | ----- | ------ |
| 5e      | 2007  | Mariam Romelashvili  | Odelia Ranuni (ოდელია რანუნი)   | Géorgien                    | -                           | 04    | 116    |
| 6e      | 2008  | Bzikebi              | Bzz...                          | Imaginaire                  | -                           | 01    | 154    |
| 7e      | 2009  | Princesses           | Lurji prinveli (ლურჯი ფრინველი) | Géorgien                    | L'oiseau bleu               | 07    | 68     |
| 8e      | 2010  | Mariam Kakhelichvili | Mari-Dari (მარი-დარი)           | Imaginaire                  | -                           | 04    | 109    |
| 9e      | 2011  | CANDY                | Candy Music                     | Géorgien, anglais           | Musique bonbon              | 01    | 108    |
| 10e     | 2012  | The Funkids          | Funky Lemonade                  | Géorgien, anglais           | Limonade funky              | 02    | 103    |
| 11e     | 2013  | The Smile Shop       | Give Me Your Smile              | Géorgien, anglais           | Donne-moi ton sourire       | 05    | 91     |
| 12e     | 2014  | Lizi Pop             | Happy Day                       | Géorgien, anglais           | Jour heureux                | 11    | 54     |
| 13e     | 2015  | The Virus            | Gabede (გაბედე)                 | Géorgien                    | Défier                      | 10    | 51     |
| 14e     | 2016  | Mariam Mamadashvili  | Mzeo (მზეო)                     | Géorgien                    | Soleil                      | 01    | 239    |
| 15e     | 2017  | Grigol Kipshidze     | Voice of the Heart              | Géorgien                    | La voix du cœur             | 02    | 185    |
| 16e     | 2018  | Tamar Edilashvili    | Your Voice                      | Géorgien, anglais           | Ta voix                     | 08    | 144    |
| 17e     | 2019  | Giorgi Rostiashvili  | We Need Love                    | Géorgien, anglais           | Nous avons besoin d'amour   | 14    | 69     |
| 18e     | 2020  | Sandra Gadelia       | You Are Not Alone               | Géorgien, anglais           | Tu n'es pas seul            | 06    | 111    |
| 19e     | 2021  | Nikoloz Kajaia       | Let's Count The Smiles          | Géorgien, français, anglais | Allons compter les sourires | 04    | 163    |
| 20e     | 2022  | Mariam Bigvava       | I Believe                       | Géorgien, anglais           | Je crois                    | 03    | 161    |
| 21e     | 2023  | Anastasia & Ranina   | Over The Sky                    | Géorgien, anglais           | Au dessus du ciel           | 14    | 74     |
| 22e     | 2024  | Andria Putkaradze    | To My Mom                       | Géorgien                    | Pour ma maman               | 01    | 239    |
| 23e     | 2025  |                      |                                 |                             |                             |       |        |

- Première place
- Deuxième place
- Troisième place
- Dernière place
- Géorgie organisatrice

## Galerie

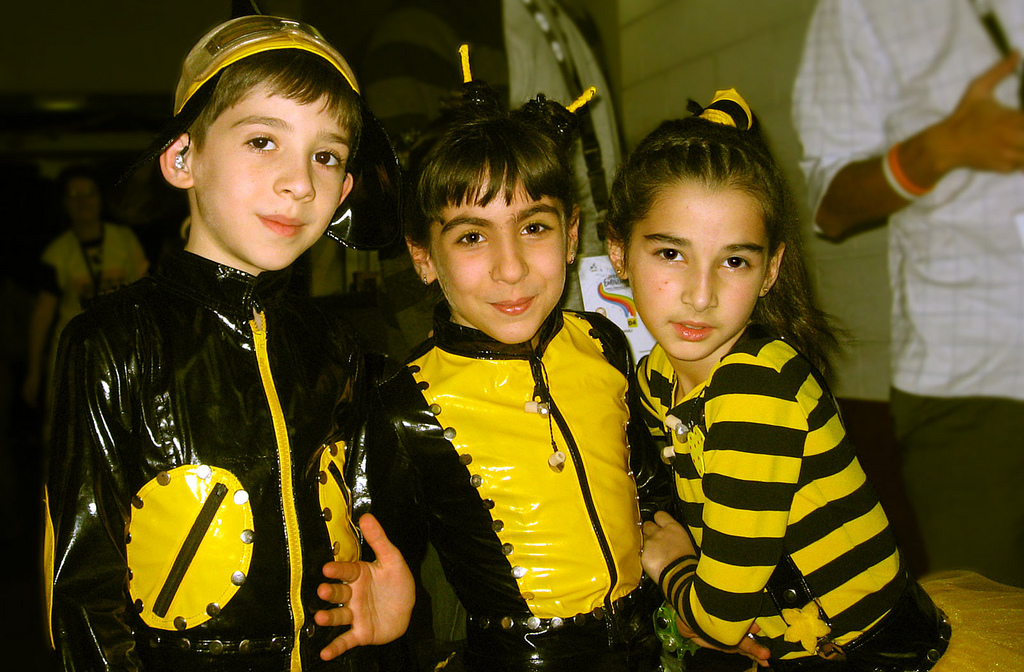
Bzikebi à Limassol (2008).
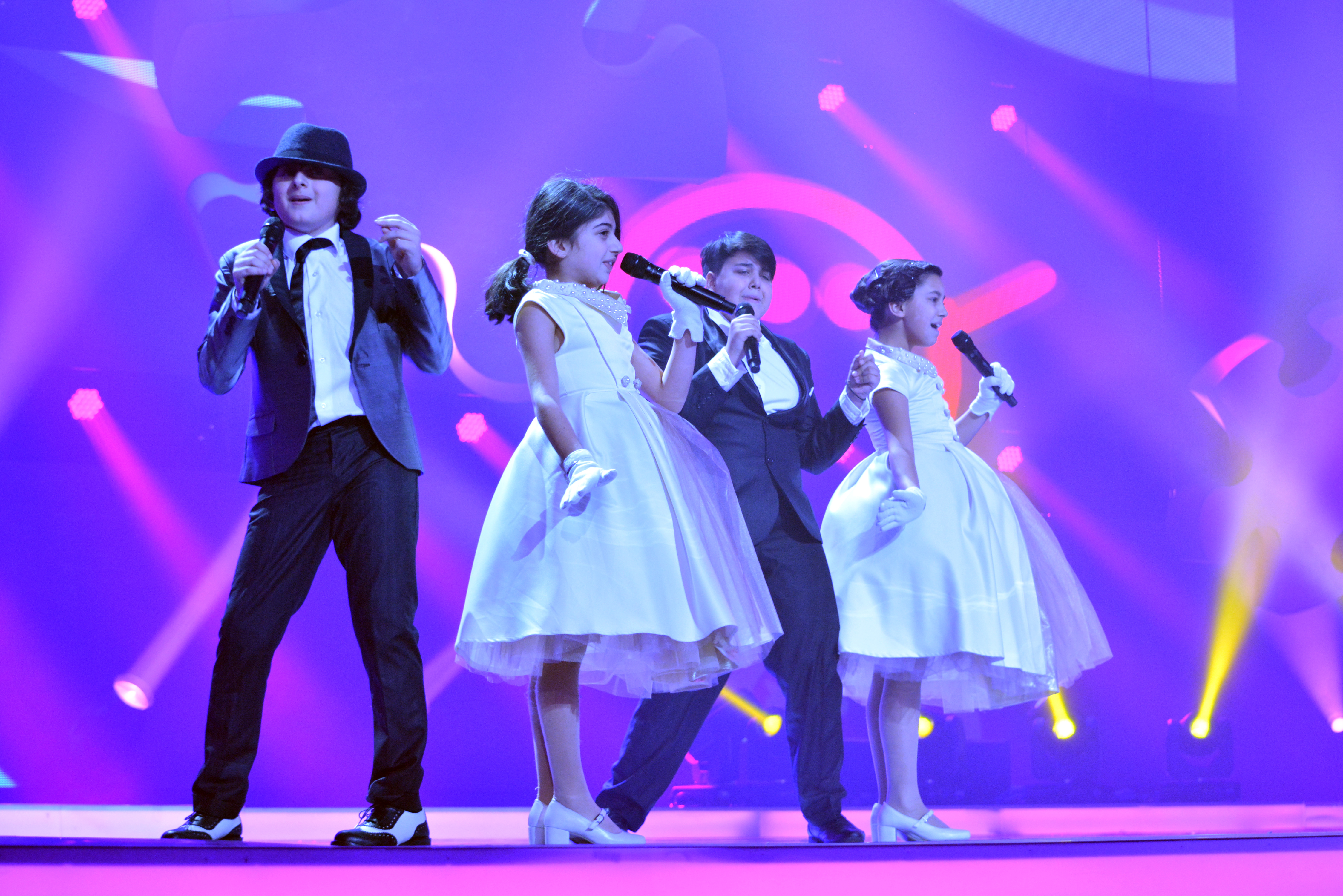
The Smile Shop à Kiev (2013).
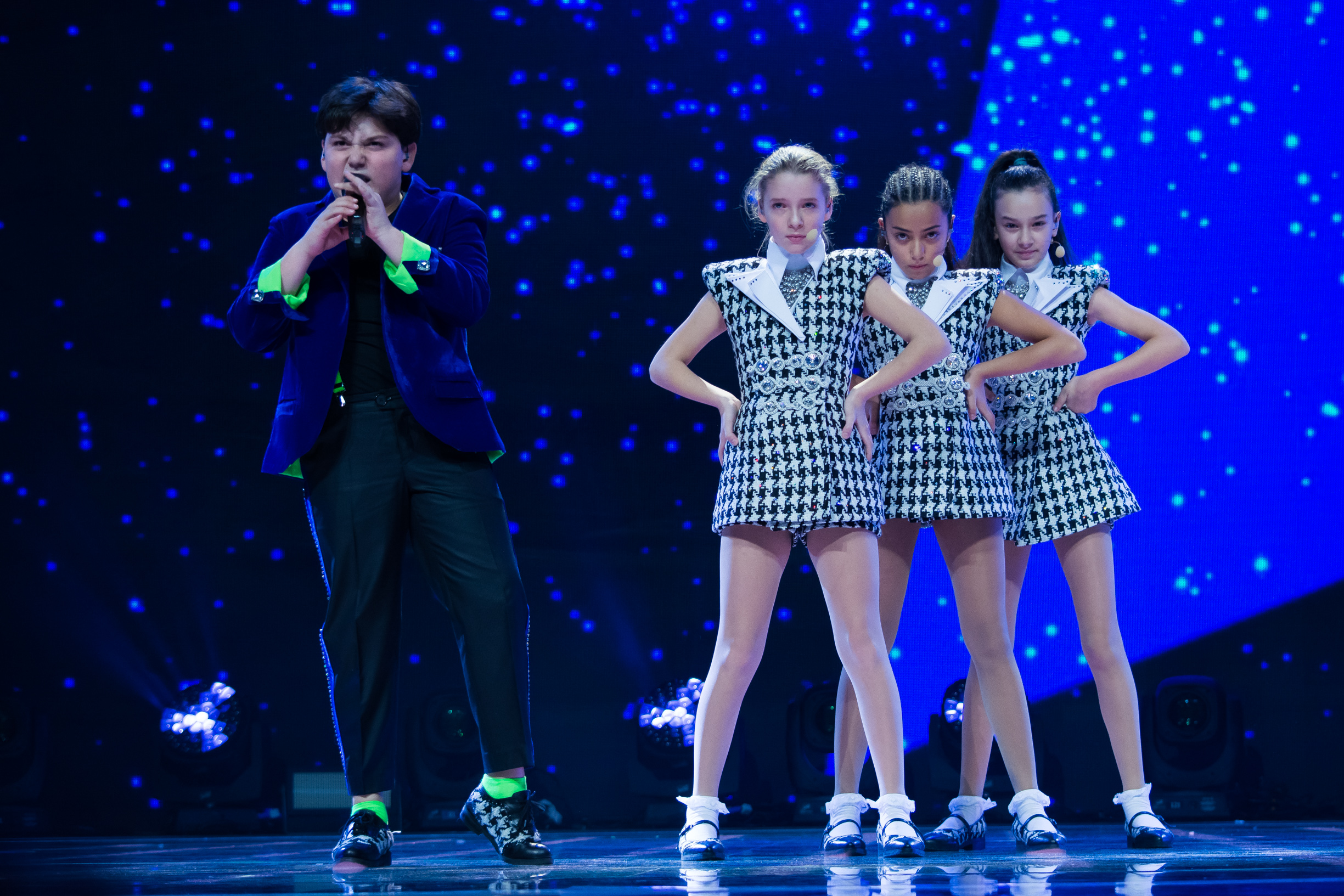
The Virus à Sofia (2015).
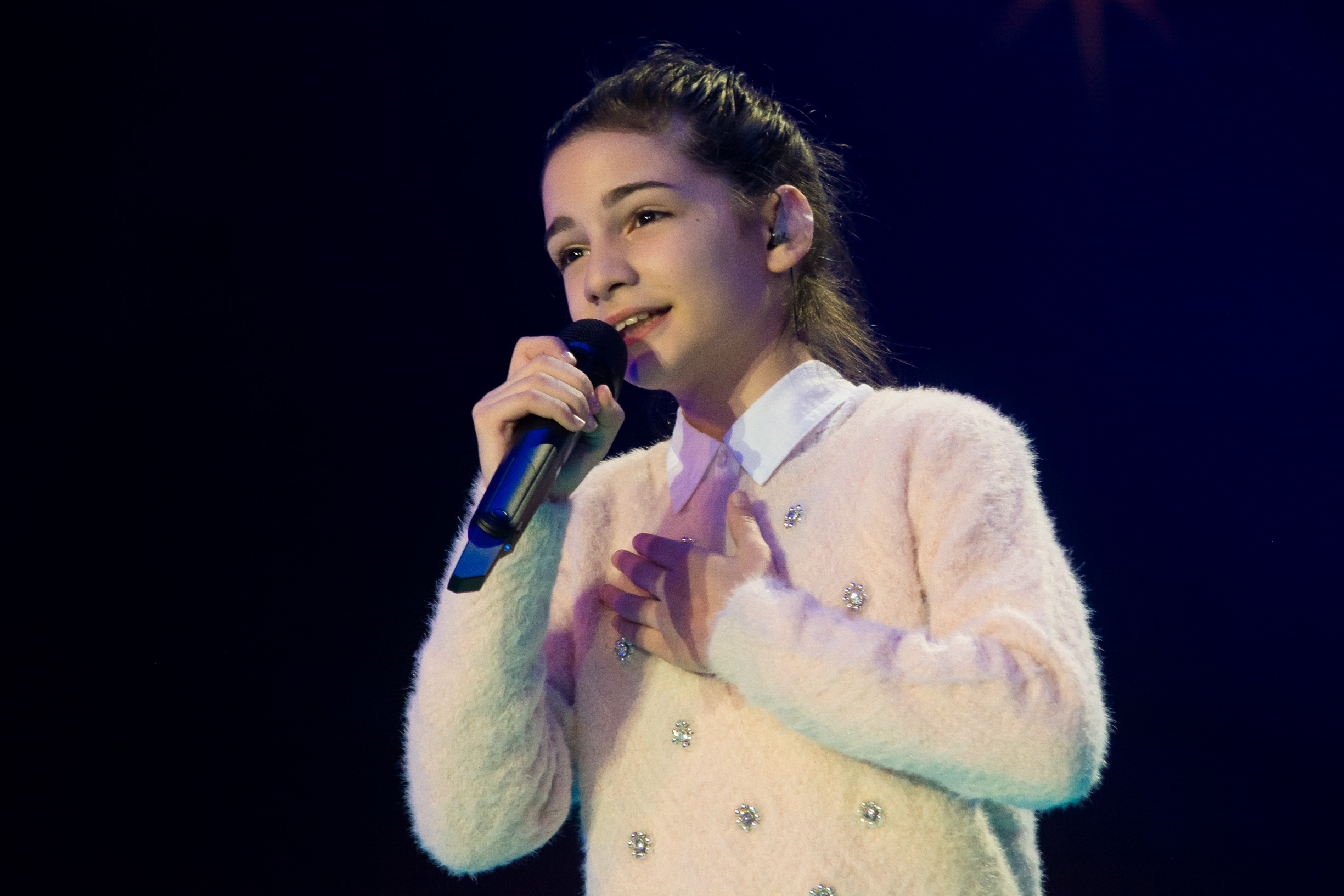
Mariam Mamadashvili à La Valette (2016).
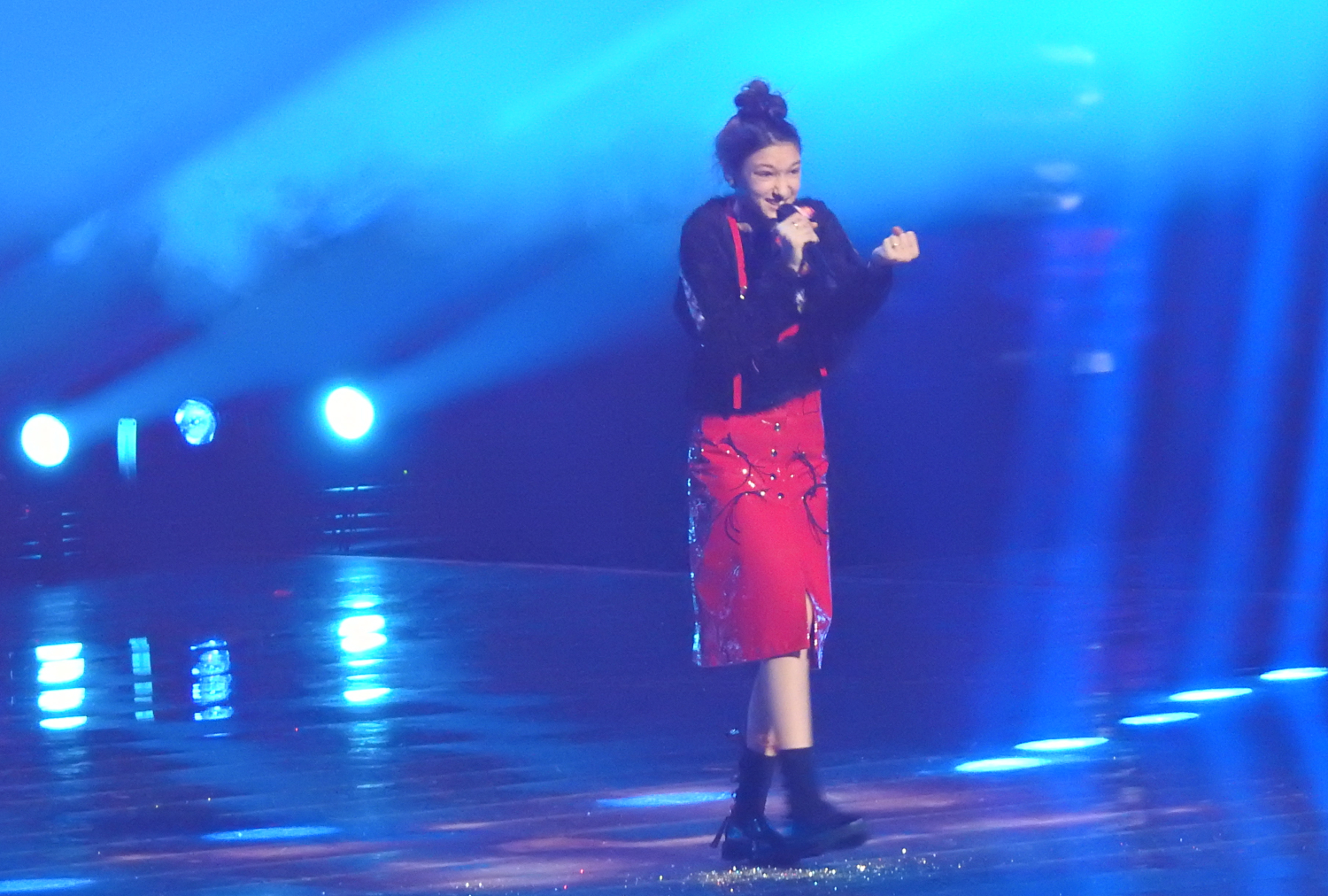
Tamar Edilashvili à Minsk (2018).
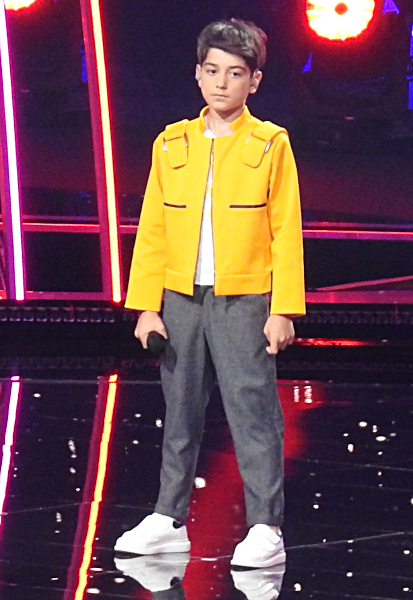
Giorgi Rostiashvili à Gliwice (2019).
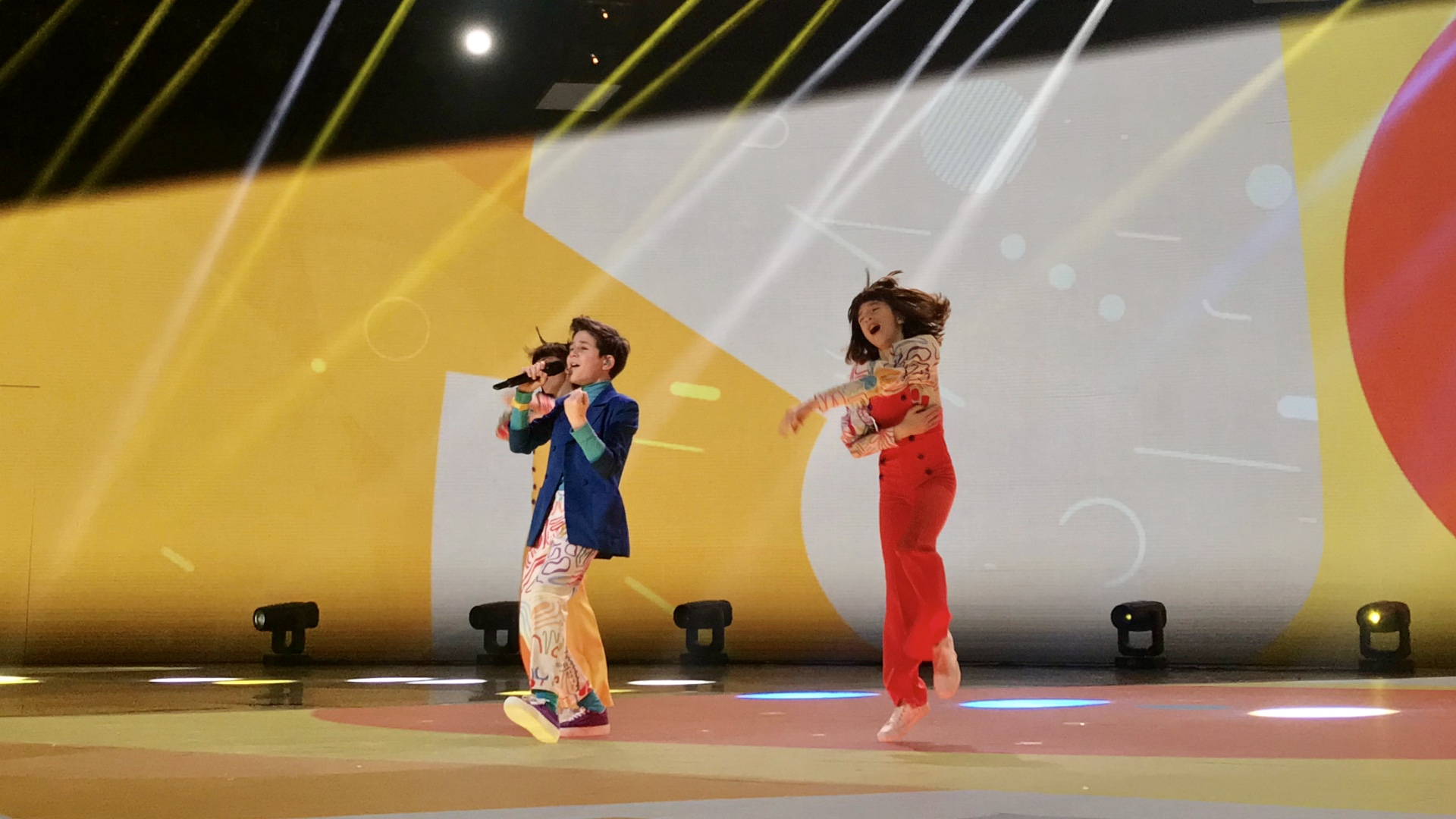
Nikoloz Kajaia à Paris (2021).
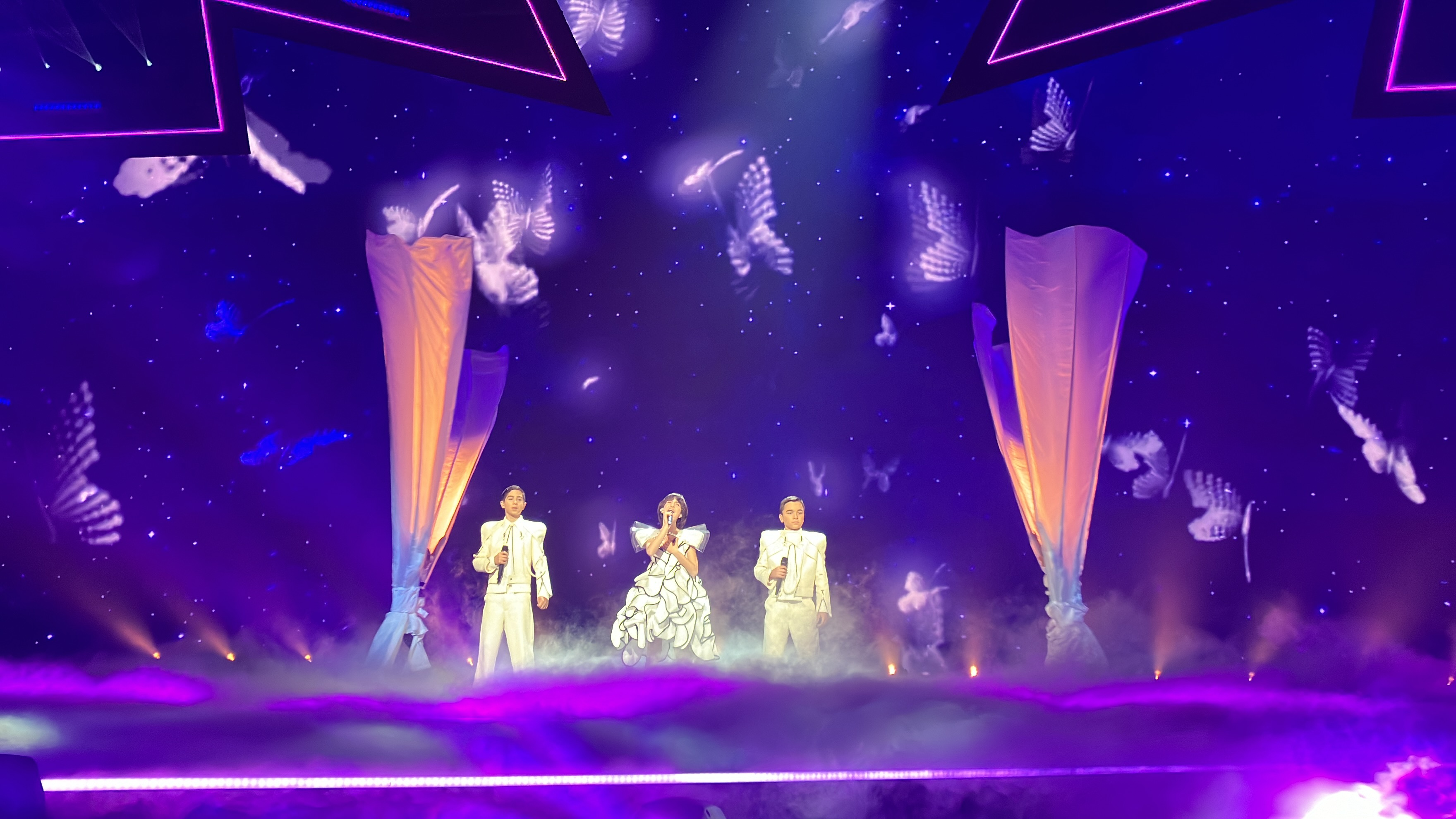
Anastasia & Ranina à Nice (2023).

## Historique de vote
| Rang | Pays        | Points |
| ---- | ----------- | ------ |
| 1    | Arménie     | 69     |
| 2    | Ukraine     | 60     |
| 3    | Biélorussie | 44     |
| 4    | Lituanie    | 40     |
| 5    | Russie      | 32     |

| Rang | Pays        | Points |
| ---- | ----------- | ------ |
| 1    | Arménie     | 67     |
| 2    | Russie      | 55     |
| =    | Ukraine     | 55     |
| 4    | Pays-Bas    | 49     |
| 5    | Biélorussie | 47     |